# Zinwoordnaam
Een zinwoordnaam is in de antroponymie een type familienaam. Zulke namen bestaan uit een groep woorden, vaak aaneengeschreven, die als een (elliptische) zin gelezen kunnen worden. Dit is een verschil met veel andere namen, die bestaan uit één woord of uit een voorvoegsel gevolgd door één grondwoord.
Het valt aan te nemen dat de zin of woordgroep in veel gevallen een eigenschap van de eerste naamdrager beschrijft, en dat zulke namen als bijnaam zijn ontstaan. Ze worden ingedeeld bij de eigenschapsnamen. Het kan ook gaan om een wens of om een uitspraak die de eerste naamdrager bij leven vaak deed en die als bijnaam aan hem of haar is blijven kleven.
Op grond van hun vorm zijn zinwoordnamen nader onder te verdelen in namen met of zonder werkwoordsvorm. De werkwoordsvorm kan een voltooid deelwoord zijn (Naaktgeboren) of een werkwoordstam (voorbeelden: Lachniet, een gebiedende wijs, en Snijdood, vermoedelijk tevens een beroepsnaam voor een slachter).
De meestvoorkomende zinwoordnaam van Nederland is (volgens een analyse van de volkstelling van 1947) Leeflang, gevolgd door Zondervan. Zinwoordnamen zijn opvallende namen, die nogal tot de verbeelding kunnen spreken. Nog enkele voorbeelden: De Kwaadsteniet, Zeldenthuis, Goedgeluk en Lachniet. Ze komen vaak uit Zuid-Holland.

## Bron
- Uitleg over zinwoordnamen (als onderdeel van de pagina over de naam Leeflang) in de Nederlandse Familienamenbank van CBG Centrum voor familiegeschiedenis i.s.m. het Meertens Instituut

familienaam · voornaam · antroponymie